# إيغور سوروكا
إيغور سوروكا (الروسية: Сорока, Игорь Юрьевич) مواليد 27 مايو 1991 في تشيركيسك، روسيا، هو لاعب كرة يد روسي يلعب كجناح أيسر. مثل منتخب روسيا لكرة اليد.

## سجل المنافسة
شارك في البطولات التالية:
- بطولة أوروبا لكرة اليد للرجال 2016

## روابط خارجية
- إيغور سوروكا على موقع الاتحاد الأوروبي لكرة اليد (الإنجليزية)